# ドウェイン・ウェイド
ドウェイン・タイロン・ウェイド・ジュニア（Dwyane Tyrone Wade Jr. , 1982年1月17日 - ）は、アメリカ合衆国イリノイ州シカゴ出身の元プロバスケットボール選手。ポジションは主にシューティングガード。NBAのマイアミ・ヒートで主に活躍した。現在はユタ・ジャズで共同オーナーを務めている。

## 生い立ち
ドウェイン・ウェイドことドウェイン・タイロン・ウェイド・ジュニアはイリノイ州シカゴのサウスサイドでウェイド・シニアとジョリンダの間に生まれるが、程なくして両親が離婚する。両親の離婚後は祖母と母親に引き取られるが、母親が薬物で逮捕された後は父親に引き取られて同州ロビンスで父と継母のもとで暮らす。アルコールに問題を抱えていた父親との関係は良好ではなく、実家を出て、彼にとって最初の妻となるシオボーンの家に転がり込むなど、高校までのウェイドはスラムの貧困層を絵に描いたような過酷な環境に身を置いていた。彼の少年期はシカゴ・ブルズのマイケル・ジョーダン全盛の時期と重なり、シカゴで育ったウェイドにとってジョーダンはアイドルだった。

### 高校時代
高校はハロルド.L.リチャーズ高等学校に進学し、同校のバスケットボールチームでプレー。当時のチームのエースはウェイドではなく、彼の継兄弟であるデミトリス・マクダニエルだったが、ウェイドは3年生の時に身長が一気に10cm伸びたことで選手として頭角を現し、このシーズンは20.7得点7.6リバウンドの成績を残した。4年生のシーズンには27.0得点11.0リバウンドを記録し、チームを24勝5敗の成績とアイゼンハワー区のクラスAAタイトル決勝に導いている。在学中の通算676得点106スティールは同校の新記録となった。高校バスケ界で活躍を見せたウェイドだったが、大学のリクルートでは学業面で問題があったため、スカウトがあったのは3校のみだった。

### マーケット大学
ウェイドはスカウトのあった3校のうちからマーケット大学への進学を選んだが、1年目は学業の成績がNCAAが規定する水準に達しなかったため、公式試合に出場することができなかった。
2年目の2001-02シーズンからようやく試合への参加が認められると、ウェイドは早くもチームのエースとして活躍し、17.8得点6.6リバウンド3.4アシストをあげ、平均2.47スティールはカンファレンストップの成績だった。新エースのもとマーケット大学も波に乗り、このシーズンの26勝7敗は1993-94シーズン以来の好成績だった。
2002-03シーズンは平均21.5得点をあげると、2003年のNCAAトーナメント、ミッドウェスト地区決勝での大活躍は、一躍ウェイドの名を全米に轟かせた。優勝候補の1つだったケンタッキー大学との対戦でウェイドは29得点11リバウンド11アシストをあげ、ケンタッキー大学を破るという金星をあげると共に、NCAAトーナメント史上3人目となるトリプルダブル達成者となった。マーケット大学は1977年以来となるFinal4進出を果たし、シーズン終了後のAP通信ランクでは全米6位となり、またウェイドもAP通信選出のオールアメリカ1stチームに選ばれた。
全米から注目されるNCAAトーナメントで一気に名を上げたウェイドは、4年生のシーズンを待たずして、2003年のNBAドラフトにアーリーエントリーすることを決意した。背番号『3』はマーケット大学の永久欠番となっている。

## NBAキャリア

### マイアミ・ヒート

#### キャリア初期
2003-04シーズン
2003年のNBAドラフトにて全体の5番目でマイアミ・ヒートに指名されNBA入りした。2004年オールスターのイベント、ライジング・スターズ・チャレンジに、NBA1年目選手で編成されるルーキーチームの先発出場選手として参加。2004年2月23日、ウェイドはNBAイースタン・カンファレンスの週間最優秀選手に選ばれた。マイアミ・ヒートの歴史上1年目の選手による受賞は初であった。NBA1年目はポイントガードとしてチームのプレーオフ進出に貢献した。そのプレーオフでウェイドはチームを率いて大きな活躍をし、人々の注目を集めることとなった。
2004-05シーズン
シーズン前にロサンゼルス・レイカーズから当時リーグを支配していたトップセンター、シャキール・オニールがヒートに移籍。コービー・ブライアントとともにレイカーズの黄金時代を築き上げたオニールだが、レイカーズ時代にはコービーとの不仲説が絶えなかった。オニールはウェイドの謙虚さをいたく気に入り、良好な関係を築いた2人はNBAでも屈指のデュオとなり、チームは59勝23敗とイースタンカンファレンス1位という好成績でレギュラーシーズンを終えた。プレーオフでもヒートの快進撃は止まらず、1回戦、カンファレンスセミファイナルを全勝で制したが、カンファレンスファイナルのデトロイト・ピストンズとのシリーズでウェイドは故障してしまい、3勝4敗でファイナル初出場を逃した。また、レブロン・ジェームズと共にオールスターゲームに初めて選出された。

#### 2006年の優勝
2005-06シーズン
2005-2006シーズン、ヒートは大々的な補強を行い、他チームのエース級の選手を次々と獲得。チームはリーグでも有数のエリート集団と化したが、その中でもウェイドはエースの座を確固たるものにしていた。またオニールは故障による欠場が多くなり、リーグ屈指のデュオの関係も徐々にウェイドが主導権を握るようになっていった。シーズン序盤はオニールの戦線離脱もあり、チームの成績は伸びなかったが、シーズン後半にはウェイド、オニールを中心に補強で獲得したベテラン勢が徐々に噛み合いだし、球団社長だったパット・ライリーのヘッドコーチ復帰を経て、チームはカンファレンス2位の成績でレギュラーシーズンを終えた。また、NBAオールスターゲームにファン投票で選出され、土曜日に開催されるスキルチャレンジにも初めて出場。決勝はジェームズと対決となり、26.1秒の成績で優勝を果たした。プレーオフ、カンファレンスファイナルでは再びピストンズと対決。レギュラーシーズンには他を寄せ付けない強さを見せていたピストンズを4勝2敗で退け、ついにファイナル進出を果たした。
2006年のNBAファイナル
ファイナルの相手はダーク・ノヴィツキー擁するダラス・マーベリックスだった。下馬評ではマーベリックス有利との評価が大半であり、ヒートは敵地ダラスでの第1戦、第2戦はマーベリックスに2連敗を喫してしまう。ところがここからウェイドの神がかりな勝負強さが発揮され、第3戦では42得点、第4戦では36得点と立て続けに高得点をたたき出し、第5戦ではファイナル記録となる21本のフリースローを決めると共に43得点をあげた。ウェイドの爆発に後押しされチームも3連勝すると、迎えた第6戦でもウェイドは36得点、10リバウンドをあげてマーベリックスを下し、ついにウェイドにとってもヒートにとっても初となるファイナル制覇を成し遂げた。ファイナルMVPはシリーズ中34.7得点、7.8リバウンドをあげたウェイドが文句なしの受賞。ウェイドはほとんど独力でマーベリックスを破ってしまったと高く評価され、またプレーオフ期間中体調不良に悩まされたウェイドは、試合中にも点滴を受けてプレーしており、その姿は1997年のファイナル第5戦で食中毒を患いながらも大活躍を見せたマイケル・ジョーダンに重ねられた。

#### 優勝以後の失墜
2006-07シーズン

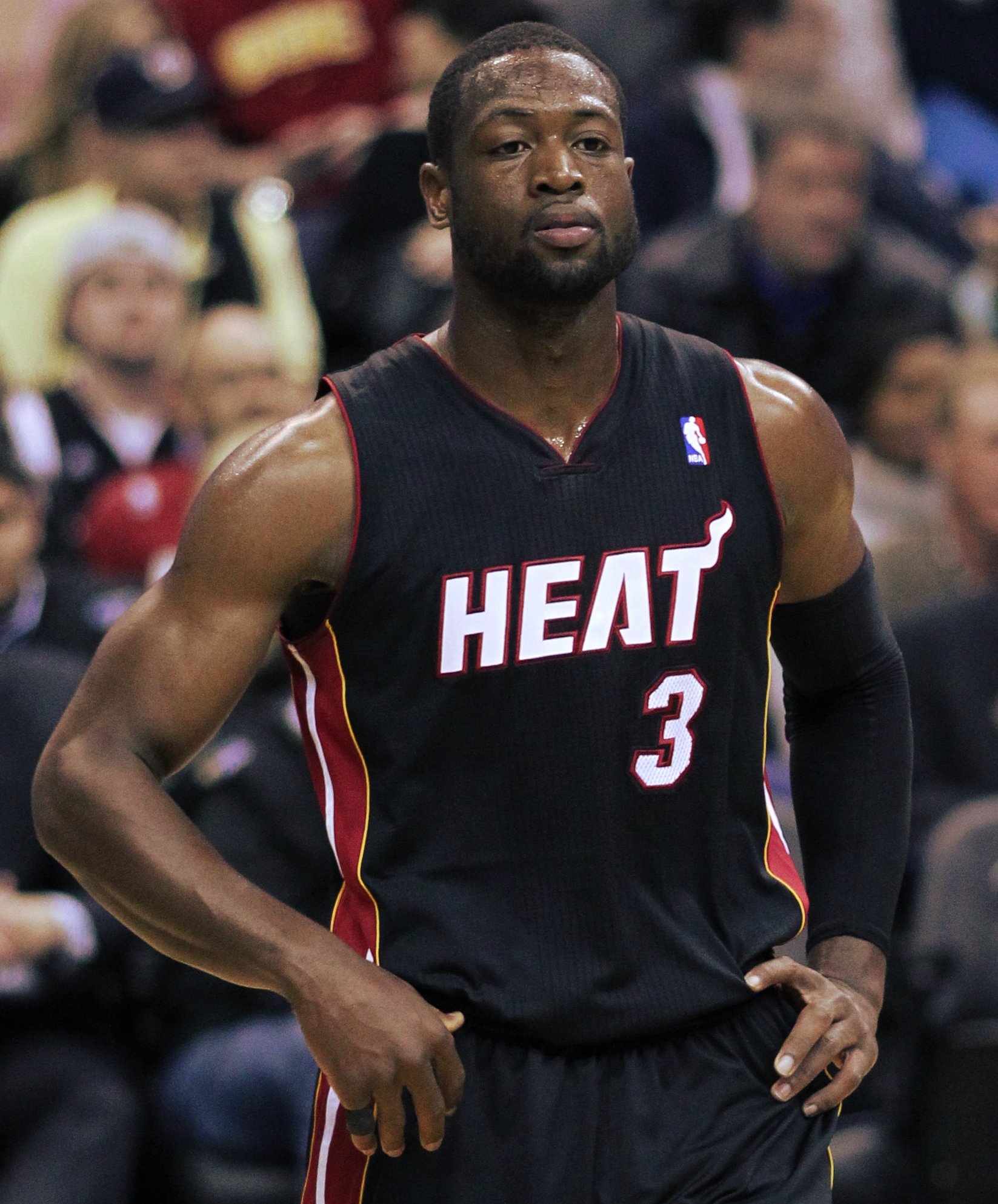
2010-11シーズンのウェイド

チャンピオンチームとして迎えた新シーズンは開幕戦でシカゴ・ブルズに大敗という形で幕を開ける。前シーズン同様シーズン序盤は苦戦を強いられ、オニールはまたもや怪我による戦線離脱、チームの多くを占めるベテラン勢も精彩を欠く中、ウェイドは変わらず高いパフォーマンスを維持し、チームを支えた。オールスターにファン投票で選出され、土曜日に開催されるスキルチャレンジに2年連続で出場。決勝は26.4秒の成績でコービー・ブライアントを破り連覇を果たした。シーズン中盤にはチーム成績も向上し始め、さらにはオニールの復帰という明るい材料もあったが、今度はウェイド自身が左肩を故障し、長期戦線離脱する事態となってしまった。肩にメスを入れてシーズンをリタイアするか、無理にでも復帰をするか2択を迫られたウェイドは後者を選択。4月8日のシャーロット・ボブキャッツ戦にて復帰するが、フリースローを度々外すなど、故障の影響ははっきりと表れた。オニールの復調もあり、チームは第6シードでプレーオフに進むが、1回戦にてブルズ相手に4戦全敗。前年チャンピオンチームがプレーオフ1回戦でスウィープされるという、歴史的屈辱を味わった。
2007-08シーズン
2007-08シーズンはチームにとってもウェイドにとっても最悪のシーズンになった。開幕は怪我で間に合わず、またチームメイトも怪我人が続出しチームは泥沼状態に陥った。ヒートはチームの解体を決意し、シーズン中にシャキール・オニールをトレードで放出。ウェイドは怪我を完治させるためシーズンの大半を欠場し、オニールもウェイドもその他の優勝メンバーも居なくなったヒートは「まるでDリーグのよう」と評され、15勝67敗と地区最下位で終わってしまった。

#### 底辺からの復活
2008-09シーズン
シーズン前の北京オリンピックでの活躍はウェイドの完全復活を予感させるものだった。そして新シーズンが始まるとウェイドは過去2シーズンの不振が嘘のように精力的にプレーし、11月19日のトロント・ラプターズ戦では40得点11リバウンド5ブロックを記録し、40得点10リバウンド5ブロック以上を記録した史上2人目の選手となった（1977年のアルバン・アダムズ以来）。オールスター明け後から3月に掛けては高得点を連発し、2月28日のニューヨーク・ニックス戦では第4Qだけで24得点をあげ、フランチャイズ記録を更新すると、3月9日の48得点を記録したシカゴ・ブルズ戦で78試合連続2桁得点を達成したことになり、これもまたフランチャイズ新記録となった。3月14日のユタ・ジャズ戦では50得点10リバウンド9アシストをあげ、あとアシスト1本で50得点とトリプルダブルという大記録を達成するところだった。さらにこの試合でアロンゾ・モーニングの記録を抜いてヒートの歴代通算得点1位となった。4月12日のニックス戦ではキャリアハイの55得点をあげている。
ウェイドは30.2得点5.0リバウンド7.5アシストを記録し、初の得点王を受賞、オールNBA1stチームにも選出される。さらにシーズン通算2000得点500アシスト100スティール100ブロック以上を達成したNBA史上初の選手となり、また6フィート5インチ（約196cm）以下の選手としては史上初めてシーズン通算100ブロック以上を達成し、史上8人目となる2000得点500アシスト150スティール以上も達成した。チームも前年の大不振から立ち直り、43勝39敗を記録してプレーオフに復帰。1回戦ではアトランタ・ホークスと対決し、第7戦まで戦った末に惜敗している。
2009-10シーズン
昨季の勢いを継続し、この年も個人では26.6得点4.8リバウンド6.5アシストと良い成績を残す。得点、アシスト、スティールがリーグTOP10に入り、チームの勝ち星も前年より4つ増やした。しかしこの年のヒートは完全なウェイドのワンマンチームで、期待のマイケル・ビーズリーらが期待に応えられず、プレーオフ1回戦でもウェイドが孤軍奮闘し第4戦は46得点と爆発したものの、独力では勝てず、チームはボストン・セルティックスに1勝4敗で敗退した。

#### スリーキングス結成
2010-11シーズン
多くの強力FAが揃った2009-2010シーズンオフ、ウェイドがマイアミに残留を決めた後にレブロン・ジェームズとクリス・ボッシュの2人の同期の大物が相次いでヒート移籍を発表したことで、マイアミに驚きのビッグスリーが誕生することになった。これでスリーキングスが誕生した。
かくしてヒートは3人のスター選手を得ることになったが、プレースタイルが被るウェイドとレブロンの相性が悪いのではないかという疑念がもたれた。また、ウェイドは自身の怪我もあり調整不足でシーズンを迎え、開幕戦はボストン・セルティックスと対戦することとなり新旧ビッグスリー対決と注目されたが自身の不調もあってなかなか活躍できず、レブロンとの呼吸もあわずベンチに下げられ敗戦した。なかなかチームも浮上のきっかけを掴めずに大きな批判にさらされることになるがウェイドはこの間「ヒートが負ければ世界が平和なんだろ」と発言して物議を醸した。最終的には順位も上げてプレーオフに臨んだが、カンファレンス・セミファイナルではセルティックスと対戦。実はウェイドはセルティックスを相手にこのシーズン活躍できておらず苦戦が予想された。しかしシーズン中とは一転、チームを牽引する活躍を見せてセルティックスを撃破した。そして優勝した時以来となるファイナルに駒を進めたが、ファイナルでは相棒であるレブロンの不調もありダラス・マーベリックスに苦戦を強いられた。そして第5戦の直前、風邪をおして出場していた相手エースのダーク・ノヴィツキーに対してレブロンと共に茶化す仕草をしていたことが報道された。結局シリーズは2勝4敗で敗れ、レブロンやボッシュの獲得した上での敗戦、前述の行為など大いに批判される結果となった。

#### 2011-12シーズン
続く2011-12シーズン、前年度のようにレブロンと自分のどちらがエースかと張り合っていては勝てないと思ったウェイドは自らエースはレブロンに指名、エースとしての役割を譲って自分は他の役割を探すこととした。その結果ボールを持つ時間は減ったが、オフボールでの動きが大いに改善、効率のいいバスケットを展開するようになった。順調に勝ち進みプレーオフに進出したが、カンファレンス・セミファイナルではインディアナ・ペイサーズに苦戦することになる。元々ビッグマンの多いペイサーズに対してサイズのないヒートは相性が悪く、この試合でのウェイドは怪我の影響もあってか集中力にムラがあり非常に不安定であった。そしてシュートタッチも非常に悪く、試合中にエリック・スポールストラヘッドコーチと言い合い止めに入ったジュワン・ハワードにも食ってかかるという一面が見られた。しかしすぐにスポールストラと話し合い問題を解消、本人は「これが初めてではないし最後というわけでもない」と発言して第6戦では41得点10リバウンドと活躍した。そしてファイナルではオクラホマシティ・サンダーと対戦することとなった。このシリーズでは好成績は残すもののターンオーバーを多く許したりFG%はイマイチと調子が上がりきらない部分はあったが、スリーキングスが発足して初の栄冠に大きく貢献すると共に自身2個目のリングを手にした。

#### 2012-13シーズン
王者として迎えた2012-13シーズンはよりレブロンのチームという風潮が強くなったが、オフボールでの動きがさらに良くなると共に守備での貢献も高くトランジションも更に強力になった。往年のようにボールを持ってドライブで切り崩すことは減ったが、非常に効率が良くてFG%は50%を越えた。また、今までウェイドは怪我が多くて特にファイナルまで進んだ翌シーズンは怪我に苦しみ欠場が多かったが、例年に比べて安定したパフォーマンスを示した。しかしプレーオフに進んでからは怪我の影響が大きく出て次第に存在感がなくなっていった。特にカンファレンス・ファイナルではその傾向がさらに顕著になり、第1戦では4Q終盤に貴重なゴールを決めたもののオーバータイムではポール・ジョージの3Pに対するファウルでファウルアウトになると共にチームを初戦敗退の危機に追いやった（レブロンのレイアップでチームは勝利）。その後も調子が上がらずユドニス・ハスレムやクリス・アンダーセン、マリオ・チャルマーズなどの方が活躍している印象もあり、第7戦の直前には自分の役割に対する不満をもらし「自分やボッシュはもっとできる。もっとボールが欲しい」とレブロン批判とも取れる発言をした。結局そのあとは活躍したものの、ファイナルを前に不安を残した。ファイナルではサンアントニオ・スパーズと対戦、レブロンやウェイドのペネトレイトを徹底的に封じる作戦を立てたスパーズに対してウェイドも苦しめられた。また、前半では活躍するものの後半では怪我の影響か失速する様を見せた。しかし第4戦では爆発、チームを牽引する活躍を見せると共に今まで調子を落としていたレブロンが復活するきっかけをも作った。第7戦でも好調で、独特なリズムから放つジャンパーが非常にあたっており、セレクションが悪いのではないかとも思われたがそのシュートがことごとく決まっていた。そして3年連続ファイナルに進出すると共に連覇を果たして3個目のリングを手に入れた

#### 2013-14シーズン
チャンピオンチームとして、レギュラーシーズンでは安定した成績を残し、カンファレンス2位でプレーオフに臨んだ。ファーストラウンドでボブキャッツをスウィープし、その後ネッツ、ペイサーズを破り、順当にファイナルに進出した。ファイナルで待っていたのは去年のリベンジに燃えるサンアントニオスパーズだった。3連覇のかかったファイナルだったが、スパーズの流れるようなパス回しに対応できず、ウェイド自身もペネトレイトを徹底的に封じられ、本来の実力を発揮できなかった。結局1勝4敗で敗れた。

#### 2014-15シーズン
2014年7月11日、レブロン・ジェームズが古巣クリーブランド・キャバリアーズと契約し、全盛を誇っていたスリーキングスは解体。自身とクリス・ボッシュらは再契約したが、シェーン・バティエは現役引退を表明。レイ・アレンもヒートと決別するなど、激震に見舞われ、チーム再編を余儀なくされた。レブロンが抜け攻守両面での負担が大きくなり、欠場試合も多く、チームは何とかプレーオフ圏内に踏みとどまっていたが、終始勝率5割を切る苦しい戦いが続き、37勝45敗で2008年以来のプレーオフ不出場となった。

#### 2015-16シーズン
2015年7月2日に、1年2000万ドルで再契約した。

### シカゴ・ブルズ
2016年7月6日、シカゴ・ブルズと2年4750万ドルの契約を結び、故郷シカゴに凱旋。ウェイドを巡っては、前所属のヒートをはじめ、デンバー・ナゲッツ、ミルウォーキー・バックスなどが契約に乗り出していたが、最終的にブルズと契約。13年間プレーしてきたマイアミ・ヒートを離れ、地元チームでのNBAチャンピオンを目指すことになった。
2016-17シーズン開幕戦となったユナイテッド・センターでのボストン・セルティックス戦で、ウェイドは22得点を記録しチームを牽引。105-99の勝利でブルズデビューを飾った。しかし、加入1年目はレイジョン・ロンドらチームメイトとの関係構築に苦しむなど、期待外れのシーズンとなり、更に2017年3月に右肘を骨折する重傷を負い、手術を余儀無くされたが、4月9日のブルックリン・ネッツ戦で復帰し、プレーオフ進出に貢献した。しかし、シーズン通してチームメイトと対立するなど、不本意な形でシーズンを終えた。そして9月24日、ブルズとの契約解消に合意した。

### クリーブランド・キャバリアーズ
2017年9月26日、クリーブランド・キャバリアーズと1年230万ドルで契約。再びレブロン・ジェームズとプレーすることになった。その後、自ら先発辞退を申し出て、シックスマンとしてチームの流れを変える役割を担っていた。

### ヒート復帰
2018年2月8日、将来のドラフト2順目指名権とのトレードでマイアミ・ヒートに移籍した。ヒート復帰以降は93試合中現役最後の2試合を除いてシックスマンとしてベンチから出場していたが、2018-19シーズン限りでの引退を表明していたこともあって2019年のNBAオールスターゲームではダーク・ノヴィツキーと共に特別枠で選出された。現役最後の試合となった2019年4月10日のブルックリン・ネッツ戦で通算5回目のトリプルダブルを記録、37歳以上での同記録は史上6人目であった。
2020年2月22日にヒートでの背番号「3」が永久欠番に制定された。

## アメリカ代表
2004年、アテネオリンピックの米国代表チームの一員に選ばれる。オリンピックでは他のNBA1年目選手より比較的長い出場時間を与えられ、チームは銅メダル獲得したものの満足のいく結果には至らなかった。
2006年、チームの主力選手の1人として日本で開催されたバスケットボール世界選手権に出場した。ウェイドのプレーは日本人観衆を大いに沸かせたが、アメリカ代表はまたもや銅メダルに終わった。
2008年、自身2度目のオリンピックとなる北京オリンピックバスケットボール競技では悲願の金メダルを獲得した。決勝のスペイン戦では前半重要な局面でシュートを決めチームを救った。2007-08の故障から完全に復活し、大会を通してMVP級の活躍を披露した（オリンピックのバスケットボールにおいてMVPは選出されない）。

## プレースタイル
高速かつユーロステップを交えた自在なペネトレイトが持ち味の攻撃的ガード。コンボガードの典型であり、特にシューティングガードで才能を発揮する。
マイアミ・ヒートの3度の優勝を支えてきたフランチャイズのエースであり、得点王の獲得経験もあるリーグ屈指のスコアラーである。強靭な肉体は空中戦で真価を発揮し、ペネトレイトとジャンパーを中心に得点を量産する。非常に勝負強く、2006年ファイナルで平均34.6得点を記録し、マイケル・ジョーダンを彷彿させる決定力を見せた。シューズを履いて192cmとNBAのシューティングガードの平均194cmに比べ低身長だが、逆に体重は5kgほど重く、体脂肪も1桁である鍛え抜かれた肉体から生み出される身体能力は高く、80cmを超える高い跳躍力と210cmのウイングスパンから平均2mを超えるディフェンダーに対して繰り出されるダンクシュートも魅力のひとつである。アウトサイドシュートの安定感の欠如からペネトレイトに偏りがちなため、負傷が多い。

## その他
- 愛称の「フラッシュ」は元チームメイトのシャキール・オニールから1980年のSFヒーロー映画『フラッシュ・ゴードン』に因んで着けられた。
- 敬虔なキリスト教徒として知られるウェイドは、毎年給料の10%をシカゴの教会に寄付しており、2008年には牧師となった母親に教会を丸ごとプレゼントした。また背番号『3』はキリスト教の教義である三位一体に因んでいる。
- 母親の逮捕に加え父親のアルコール問題も重なって高校の頃には実家を飛び出すなど両親との関係は最悪だったが、ウェイドがNBAで成功してからは復縁しており、現在は両親に加え姉の家族とともに生活している。
- 2008年12月に家を全焼したサウスフロリダの女性に、家具一式をつけて家を丸ごとプレゼントした。
- NBAデビュー以降コンバース社と契約していたが、2008年に残り3年の契約を残してジョーダン・ブランドに替えた。2012-13 シーズンより中国の李寧ブランドと契約し、同社の製品を履く
- 2005年にはピープル誌で「最も美しい50人」に選ばれ、2006年にはGQ誌でNBAのベスト・ドレッサーに選ばれた。
- オフシーズンにホテルを予約する際、ダーコ・ミリチッチの名前を使う。ミリチッチのほうがドラフト上位で指名されたことに納得がいかず、その屈辱感を忘れないためとのこと。
- 2017年5月、ESPNは世界で最も有名なアスリート100人を発表し、ウェイドは24位に選出された。バスケットボール選手としてはレブロン・ジェームズ、ケビン・デュラント、ステフィン・カリーに次ぐ4位[20]。
- 大学1年時に恋人であるシオボーン・ファンチの妊娠が発覚して2人の子どもが生まれたが、しだいに両者の関係は悪くなり、3年もの長きに渡る法廷闘争によって離婚が成立し、親権はウェイドが持つことになった[21]。2014年にかねてから交際していた女優のガブリエル・ユニオンと再婚。娘ザヤが12歳のときにトランスジェンダーであることをカミングアウトし、ウェイドはトランスジェンダーの人たちのために声をあげたいとサポートを表明している[22]。

## 個人成績

### レギュラーシーズン
| シーズン     | チーム       | GP   | GS  | MPG  | FG%  | 3P%  | FT%  | RPG | APG | SPG | BPG | TO  | PPG  |
| ------------ | ------------ | ---- | --- | ---- | ---- | ---- | ---- | --- | --- | --- | --- | --- | ---- |
| 2003-04      | MIA          | 61   | 56  | 34.9 | .465 | .302 | .747 | 4.0 | 4.5 | 1.4 | 0.6 | 3.2 | 16.2 |
| 2004-05      | MIA          | 77   | 77  | 38.6 | .478 | .289 | .762 | 5.2 | 6.8 | 1.6 | 1.1 | 4.2 | 24.1 |
| 2005-06†     | MIA          | 75   | 75  | 38.6 | .495 | .171 | .783 | 5.7 | 6.7 | 1.9 | 0.8 | 3.6 | 27.2 |
| 2006-07      | MIA          | 51   | 50  | 37.9 | .491 | .266 | .807 | 4.7 | 7.5 | 2.1 | 1.2 | 4.2 | 27.4 |
| 2007-08      | MIA          | 51   | 49  | 38.3 | .469 | .286 | .758 | 4.2 | 6.9 | 1.7 | 0.7 | 4.4 | 24.6 |
| 2008-09      | MIA          | 79   | 79  | 38.6 | .491 | .317 | .765 | 5.0 | 7.5 | 2.2 | 1.3 | 3.4 | 30.2 |
| 2009-10      | MIA          | 77   | 77  | 36.3 | .476 | .300 | .761 | 4.8 | 6.5 | 1.8 | 1.1 | 3.3 | 26.6 |
| 2010-11      | MIA          | 76   | 76  | 37.1 | .500 | .306 | .758 | 6.4 | 4.6 | 1.5 | 1.1 | 3.1 | 25.5 |
| 2011-12†     | MIA          | 49   | 49  | 33.2 | .497 | .268 | .791 | 4.8 | 4.6 | 1.7 | 1.3 | 2.6 | 22.1 |
| 2012-13†     | MIA          | 69   | 69  | 34.7 | .521 | .258 | .725 | 5.0 | 5.1 | 1.9 | 0.8 | 2.8 | 21.2 |
| 2013-14      | MIA          | 54   | 53  | 32.9 | .545 | .281 | .733 | 4.5 | 4.7 | 1.5 | 0.5 | 3.0 | 19.0 |
| 2014-15      | MIA          | 62   | 62  | 31.8 | .470 | .284 | .768 | 3.5 | 4.8 | 1.2 | 0.3 | 3.4 | 21.5 |
| 2015-16      | MIA          | 74   | 73  | 30.5 | .456 | .159 | .793 | 4.1 | 4.6 | 1.1 | 0.6 | 2.7 | 19.0 |
| 2016-17      | CHI          | 60   | 59  | 29.9 | .434 | .310 | .794 | 4.5 | 3.8 | 1.4 | 0.7 | 2.3 | 18.3 |
| 2017-18      | CLE          | 46   | 3   | 23.2 | .455 | .329 | .701 | 3.9 | 3.5 | 0.9 | 0.7 | 2.0 | 11.2 |
| 2017-18      | MIA          | 21   | 0   | 22.2 | .409 | .220 | .745 | 3.4 | 3.1 | 0.9 | 0.7 | 2.3 | 12.0 |
| 2018-19      | MIA          | 72   | 2   | 26.2 | .433 | .330 | .708 | 4.0 | 4.2 | 0.8 | 0.5 | 2.3 | 15.0 |
| 通算：16年   | 通算：16年   | 1054 | 909 | 33.9 | .480 | .293 | .765 | 4.7 | 5.4 | 1.5 | 0.8 | 3.2 | 22.0 |
| オールスター | オールスター | 12   | 10  | 23.8 | .634 | .250 | .720 | 3.6 | 4.8 | 2.3 | .4  | 2.6 | 15.7 |

- 2011-12シーズンは66試合で打ち切り
- 2015年のNBAオールスターゲームでは選出されながら不出場

### プレーオフ
| シーズン   | チーム     | GP  | GS  | MPG  | FG%  | 3P%  | FT%  | RPG | APG | SPG | BPG | TO  | PPG  |
| ---------- | ---------- | --- | --- | ---- | ---- | ---- | ---- | --- | --- | --- | --- | --- | ---- |
| 2004       | MIA        | 13  | 13  | 39.2 | .455 | .375 | .787 | 4.0 | 5.6 | 1.3 | 0.3 | 4.2 | 18.0 |
| 2005       | MIA        | 14  | 14  | 40.8 | .484 | .100 | .799 | 5.7 | 6.6 | 1.6 | 1.1 | 4.4 | 27.4 |
| 2006†      | MIA        | 23  | 23  | 41.7 | .497 | .378 | .808 | 5.9 | 5.7 | 2.2 | 1.1 | 3.9 | 28.4 |
| 2007       | MIA        | 4   | 4   | 40.5 | .429 | .000 | .688 | 4.8 | 6.3 | 1.3 | 0.5 | 5.8 | 23.5 |
| 2009       | MIA        | 7   | 7   | 40.7 | .439 | .360 | .862 | 5.0 | 5.3 | 0.9 | 1.6 | 3.6 | 29.1 |
| 2010       | MIA        | 5   | 5   | 42.0 | .564 | .405 | .675 | 5.6 | 6.8 | 1.6 | 1.6 | 5.2 | 33.2 |
| 2011       | MIA        | 21  | 21  | 39.4 | .485 | .269 | .777 | 7.1 | 4.4 | 1.6 | 1.3 | 3.0 | 24.5 |
| 2012†      | MIA        | 23  | 23  | 39.4 | .462 | .294 | .729 | 5.2 | 4.3 | 1.7 | 1.3 | 3.0 | 22.8 |
| 2013†      | MIA        | 22  | 22  | 35.5 | .457 | .250 | .750 | 4.6 | 4.8 | 1.7 | 1.0 | 2.6 | 15.9 |
| 2014       | MIA        | 20  | 20  | 34.7 | .500 | .375 | .767 | 3.9 | 3.9 | 1.5 | 0.3 | 2.7 | 17.8 |
| 2016       | MIA        | 14  | 14  | 33.8 | .469 | .522 | .781 | 5.6 | 4.3 | 0.8 | 0.9 | 2.7 | 21.4 |
| 2017       | CHI        | 6   | 6   | 31.7 | .372 | .353 | .952 | 5.0 | 4.0 | 0.8 | 1.3 | 1.7 | 15.0 |
| 2018       | MIA        | 5   | 0   | 25.4 | .443 | .000 | .808 | 4.2 | 3.6 | 1.4 | 0.2 | 2.2 | 16.6 |
| 出場：13回 | 出場：13回 | 172 | 172 | 38.2 | .474 | .342 | .779 | 5.3 | 5.0 | 1.5 | 1.0 | 3.3 | 22.5 |

### 受賞・タイトル
- NBAチャンピオン：3回（2006, 2012, 2013）
- NBAファイナル最優秀選手賞：1回（2006）
- 得点王：1回（2009）
- NBAオールスターゲーム最優秀選手賞：1回（2010）
- NBAオールスターゲーム出場：13回（2005 - 2016, 2019）
- オールNBAチーム
  - 1stチーム：2009, 2010
  - 2ndチーム：2005, 2006, 2011
  - 3rdチーム：2007, 2012, 2013
- NBAオールディフェンシブチーム 2ndチーム：2005, 2009, 2010
- NBAオールルーキーチーム 1stチーム：2004

### 記録
- シーズン2000得点・500アシスト・100スティール・100ブロック：2008-2009年、史上初
- オールスターゲームでのトリプルダブル：1回（2012年、史上3人目）※後にケビン・デュラントも達成
- 年長トリプルダブル：37歳83日（2019年4月10日、史上6番目）

### 背番号
- 3（ 2003年 - 2017年, 2018年 - 2019年 ）※マイアミ・ヒートの永久欠番
- 9（ 2017年 - 2018年 ）